# 임명애
임명애(林明愛, 1886년 3월 25일 ~ 1938년 8월 28일)는 한국의 구세군 사령부인, 독립운동가이다. 본적은 경기도 파주군 와석면 교하리이다.
1919년 3월 10일과 26일, 파주 와석에서 남편 염규호, 김수덕, 김선명 등과 격문을 배포하고 700여명을 모아 만세운동을 두 차례 주도했다. 와석면사무소를 부수고 주재소로 향하던 중 일본경찰의 발포로 붙잡혔다. 6월 3일 경성지방법원에서 1년 6개월 징역을 받아 임신한 상태로 입소했다.
출산이 임박하여 1919년 10월에 보석으로 풀려났다가 출산하고 11월에 아기와 함께 재입소했다. 서대문형무소 8호실 동료들과 유관순은 지극정성으로 아기를 돌보아 주었다.

## 사후
1990년 건국훈장 애족장이 추서되었다.

## 관련작품
- 영화 《1919 유관순》 (2019년, 임명애 역 : 황도원)